# كوتوفسك
كوتوفسك (بالروسية: Котовск) هي إحدى مدن روسيا في الكيان الفدرالي الروسي تامبوف أوبلاست.

## توأمة
لكوتوفسك اتفاقيات توأمة مع:
- بوديلسك